# Jetsmark Sogn
Jetsmark Sogn er et sogn i Jammerbugt Provsti (Aalborg Stift).
Jetsmark Sogn hørte til Hvetbo Herred i Hjørring Amt. Jetsmark sognekommune blev ved kommunalreformen i 1970 kernen i Pandrup Kommune, som ved strukturreformen i 2007 indgik i Jammerbugt Kommune.
I Jetsmark Sogn ligger Jetsmark Kirke.
I sognet findes følgende autoriserede stednavne:
- Bleggrav (bebyggelse)
- Brandsager (bebyggelse)
- Brogård (bebyggelse)
- Bundgårde (bebyggelse)
- Bundgårdsmark (bebyggelse)
- Dalsager (bebyggelse)
- Dyreng (bebyggelse)
- Helledesø (areal)
- Hønsholm Kær (bebyggelse)
- Hønsholm Mark (bebyggelse)
- Jetsmark (bebyggelse)
- Kalsensgård (bebyggelse)
- Kalsensgård Kær (bebyggelse)
- Kvorup (bebyggelse)
- Kvorup Kær (bebyggelse)
- Kvorup Mark (bebyggelse)
- Kås (bebyggelse)
- Kås Hede (bebyggelse)
- Kås Kær (bebyggelse)
- Kås Mark (bebyggelse)
- Lille Pandrup (bebyggelse)
- Lundbak (bebyggelse)
- Lundergård Mark (bebyggelse)
- Lundergård Mose (bebyggelse)
- Margreteshøj (areal)
- Mergelsbæk (bebyggelse)
- Moseby (bebyggelse)
- Pandrup (bebyggelse)
- Pandrup Kær (bebyggelse)
- Pandrup Mark (bebyggelse)
- Præstens Mark (bebyggelse)
- Purkær (bebyggelse)
- Putgrave (bebyggelse)
- Ringelsmose (bebyggelse)
- Risager (bebyggelse)
- Rødehede (bebyggelse)
- Rødesig (bebyggelse)
- Sandels Bjerg (areal)
- Sandmosen (bebyggelse)
- Sigsgårdsmark (bebyggelse)
- Skadbak (bebyggelse)
- Skødsholm (bebyggelse)
- Svinget (bebyggelse)
- Søkær (bebyggelse)
- Sønderby (bebyggelse)
- Sønderby Mark (bebyggelse)
- Tranekær (bebyggelse)
- Trøjborg (bebyggelse)
- Tvilstedgård (bebyggelse)
- Udholm Mose (areal)
- Voldkær (bebyggelse)